# Barrio Meiggs

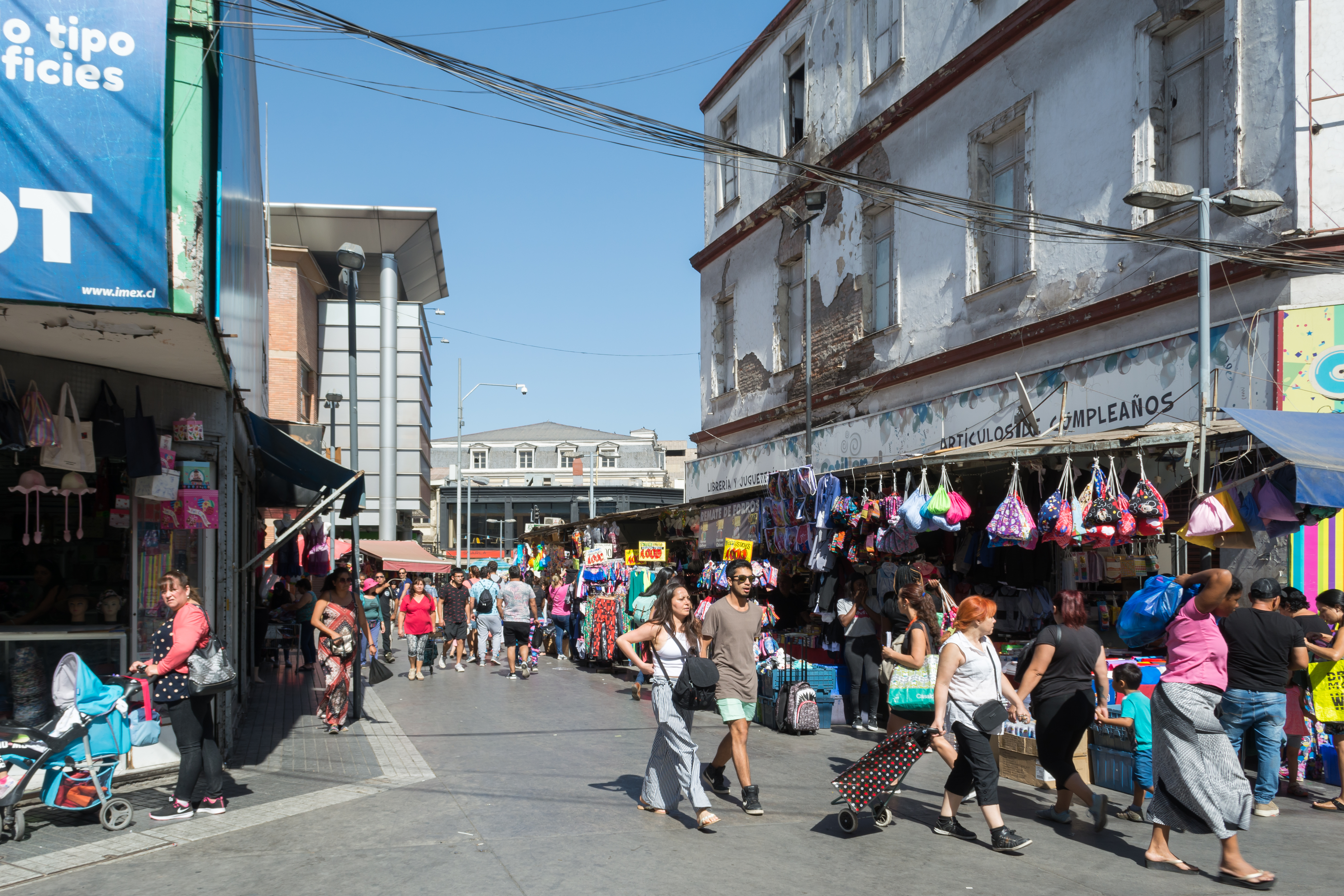
Intersección de calle Campbell con calle Meiggs, Barrio Meiggs.

El barrio Meiggs está ubicado en el límite de las comunas de Santiago y Estación Central, a un costado de la Estación Central de Ferrocarriles, en la ciudad de Santiago, Chile. Se caracteriza por ser un barrio comercial mayorista, cuyos productos se adaptan a cada festividad del año como útiles escolares, o adornos de Navidad.
Debe su nombre al empresario estadounidense Henry Meiggs, que participó en la construcción de líneas férreas, y que donó los terrenos para la creación del barrio en 1872. Sus construcciones se distinguen por ser conjuntos habitacionales que albergaron la gran población rural que llegó a Santiago hacia fines del siglo xix.

## Barrio Chino de Santiago
Desde fines del siglo XX la llegada de comerciantes y restaurantes de inmigrantes chinos le ha cambiado la apariencia al sector hacia un estilo asiático.
A diferencia de otros barrios chinos como el de Nueva York o San Francisco, el barrio chino de Santiago no se formó en un comienzo como una zona residencial sino que comercial, con diferentes bodegas y locales de diferentes artículos, sin embargo desde mediados de la década de 2010 la presencia de los inmigrantes asiáticos en el barrio comenzó a crecer exponencialmente, este auge ha generado la construcción de galerías comerciales a semejanza de las que existen en China, departamentos de viviendas, supermercados con productos asiáticos y diversos restaurantes de gastronomía china que se espera en un futuro se convierta en un polo gastronómico de la ciudad de Santiago de Chile.
La ubicación del barrio chino de Santiago se encuentra en la Comuna de Santiago Centro, entre las calles Exposición, Avenida del Libertador General Bernardo O'Higgins, Unión Latinoamericana y Avenida Blanco Encalada. La entrada principal se encuentra en la calle San Alfonso en donde desde 2022 se instalaron unos Leones de Fu, cerca se encuentra la estación de Metro Estación Central de la línea 1. Además a pocos metros se ubica la Estación Central y el Terminal de Buses San Borja.